# Veles Bastion
Veles Bastion (englisch; bulgarisch рид Велес rid Weles) ist ein 1200 m hoher und vereister Berg auf der Brabant-Insel im Palmer-Archipel westlich der Antarktischen Halbinsel. Er bildet den südwestlichen Ausläufer der Stribog Mountains und ragt 3,13 km östlich des Fleming Point, 10,15 km südwestlich des Mount Parry, 7 km westnordwestlich des Mount Imhotep sowie 2,77 km nördlich des Mount Sarnegor auf. Seine steilen West-, Nord- und Südwesthänge sind teilweise eisfrei. Der Slatija-Gletscher liegt östlich und südlich von ihm.
Britische Wissenschaftler kartierten ihn 1980 und 2008. Die bulgarische Kommission für Antarktische Geographische Namen benannte ihn 2015 nach dem slawischen Gott Veles.